# Agaricus acheruntius
Agaricus acheruntius är en svampart som beskrevs av Humb. 1793. Agaricus acheruntius ingår i släktet champinjoner och familjen Agaricaceae.   Inga underarter finns listade i Catalogue of Life.